# Viktor Rudenko
Viktor Rudenko (Wit-Russisch: Виктор Руденко) (Minsk, 3 september 1998), is een langebaanschaatser uit Wit-Rusland. Zijn beste afstand is de 1500m.

## Records

### Persoonlijke records
| Afstand    | Tijd    | Datum            | Baan    |
| ---------- | ------- | ---------------- | ------- |
| 500 meter  | 36,34   | 2 oktober 2021   | Inzell  |
| 1000 meter | 1.08,90 | 12 december 2021 | Calgary |
| 1500 meter | 1.47,45 | 11 december 2021 | Calgary |
| 3000 meter | 4.00,71 | 18 oktober 2020  | Minsk   |
| 5000 meter | 7.16,08 | 23 december 2017 | Minsk   |

(laatst bijgewerkt: 19 januari 2022)

## Resultaten
| Jaar | WK Afstanden | WK Junioren                  |
| ---- | ------------ | ---------------------------- |
| 2017 |              | DNF 500m 36e 1000m 48e 1500m |
| 2018 |              | 50e 500m 24e 1000m 26e 1500m |
|      |              |                              |
| 2021 | 20e 1500m    |                              |